# Zakłady Przemysłowe R-1

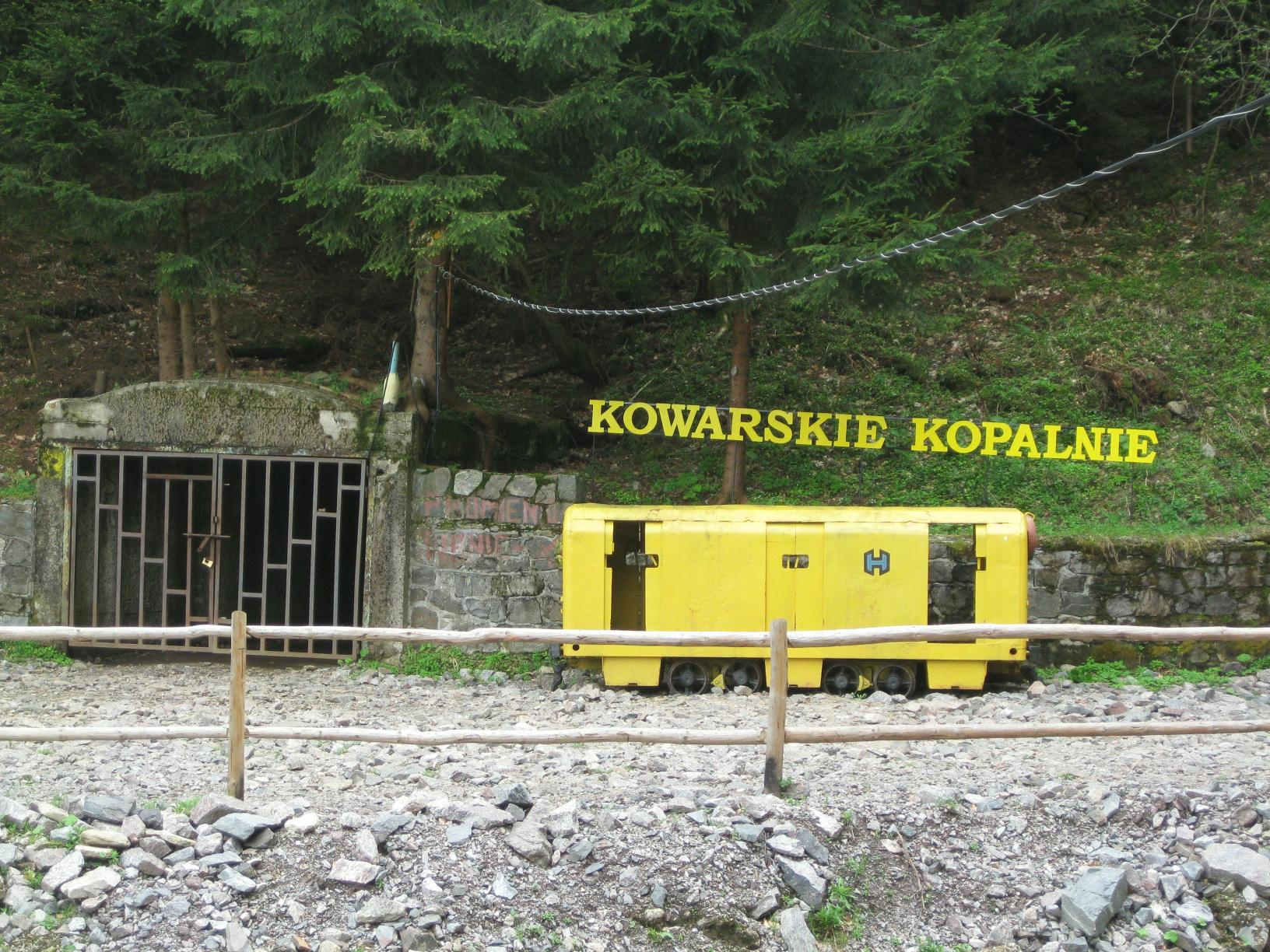
Wejście do sztolni 19a kopalni uranu „Podgórze” w Kowarach (2012)

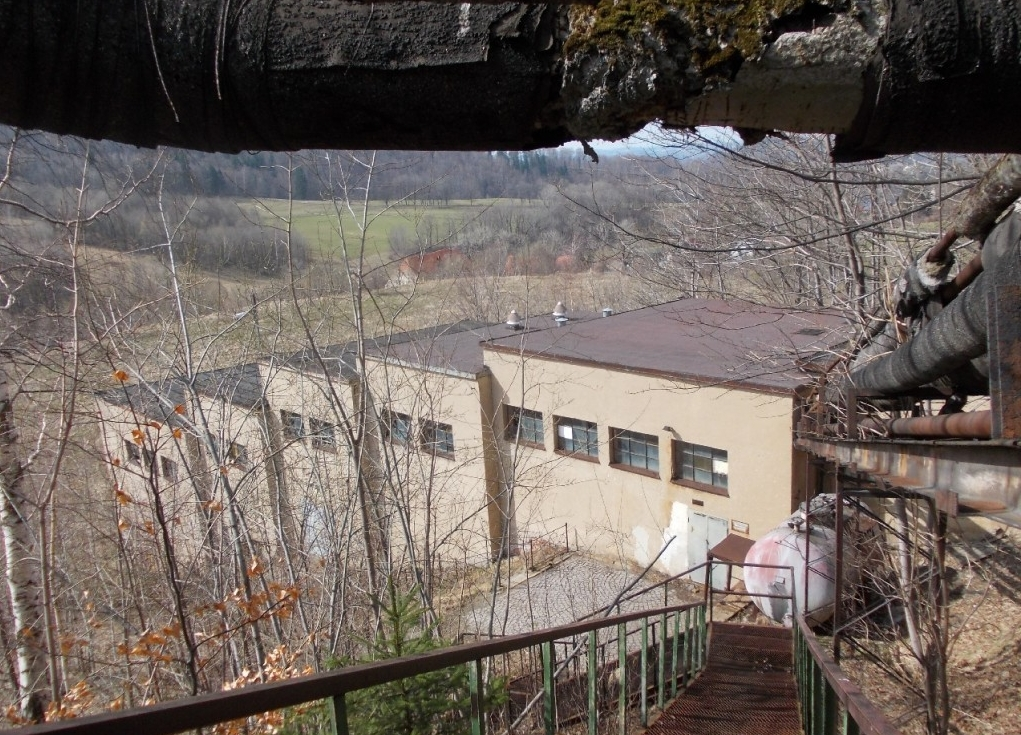
Część zabudowań Zakładów Przemysłowych R-1 (2013)

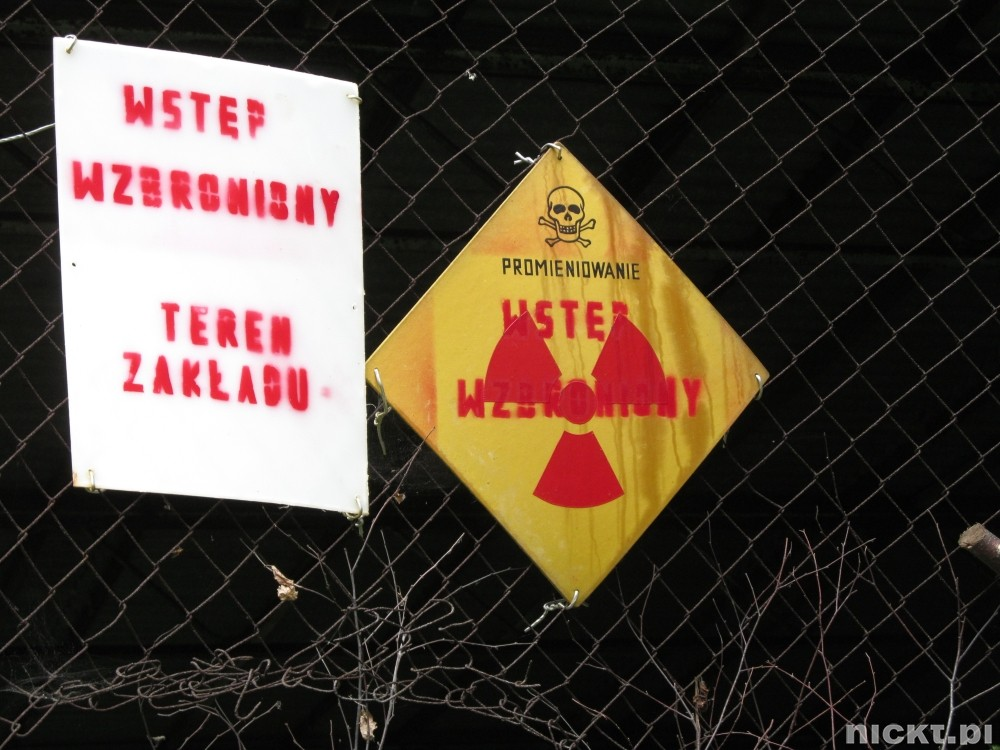
Tablice ostrzegawcze na terenie Zakładów Przemysłowych R-1 (2013)

Zakłady Przemysłowe R-1 (także Przedsiębiorstwo Kowarskie Kopalnie, ros. Предприятие Кузнецкие Рудники) – kryptonim polskich zakładów przeróbki rud uranu działających od 1 stycznia 1948, powstałych na podstawie umowy międzypaństwowej z września 1947 między rządami Polski i Związku Radzieckiego. Swą działalnością obejmowały obszar całego kraju, ze szczególnym uwzględnieniem Dolnego Śląska i ziemi kłodzkiej w Sudetach. Poszukiwania prowadzone też były w kopalniach Górnego Śląska i Zagłębia oraz w Górach Świętokrzyskich (Rudki koło Nowej Słupi). Prace prowadzone i finansowane przez Sowietów polegały na badaniach wszystkich dostępnych wyrobisk podziemnych oraz towarzyszących im hałd, a później badaniach geologicznych wytypowanych obszarów. Po wstępnych badaniach obiecujący okazał się tylko rejon Sudetów.
Zakłady Przemysłowe R-1 obejmowały między innymi kopalnie w Kowarach (centrala), Radoniowie i Kletnie w pobliżu Stronia Śląskiego. W samych Kowarach obejmowały kopalnie: „Wolność”, „Redensglück”, „Liczyrzepa” i „Podgórze”. W Kletnie należała do nich kopalnia „Kopaliny”.
Kopalnie działały głównie do połowy lat 50. XX wieku – w Kowarach pracowały jeszcze do 1973. Później głównie przetwarzano znajdujące się na hałdach ubogie rudy uranu. Całość odzyskanego uranu, bądź wcześniej urobku w Zakładach Przemysłowych R-1, była sprzedawana do ZSRR.